# Ralph Willis (musicien)
Pour les articles homonymes, voir Ralph Willis et Willis.
Ralph Willis, né vers 1910 et mort le 11 juin 1957 à New-York, est un chanteur de Piedmont blues et de country blues, guitariste et auteur-compositeur américain. Certains de ses enregistrements chez Savoy furent publiés sous les pseudonymes Washboard Pete, Alabama Slim et Sleepy Joe. Il est particulièrement connu pour la chanson Christmas Blues (créditée à Washboard Pete).

## Biographie
Selon les sources, Willis serait né près de Birmingham (Alabama), ou à Irvin, Géorgie. Vers la fin des années 1930, il déménage en Caroline du Nord et commence à jouer avec des musiciens familiers de Blind Boy Fuller. Willis effectue ses premiers enregistrements en 1944 et continue à enregistrer jusqu'en 1953, produisant cinquante morceaux pour différents labels, dont Savoy, Signature, 20th Century Fox (en), Abbey, Jubilee, Prestige, Par et King.
De même que Gabriel Brown, Alec Seward (en) et Brownie McGhee, Willis s'installe à New York. À ses débuts, il est soliste, mais par la suite ses maisons de disques lui adjoignent fréquemment des accompagnateurs. C'est ainsi que Judson Coleman l'accompagne sur ses enregistrements pour 20th Century, puis McGhee en 1949. McGhee et Sonny Terry contribuent aux enregistrements ultérieurs de Willis.
Willis pratique différents styles musicaux, du slow blues à la country dance. Cependant, il ignore la popularité grandissante du folk blues et du R&B. Il est influencé par Blind Lemon Jefferson et Luke Jordan, mais dans ses enregistrements tardifs, son jeu de guitare s'inspire des puissantes résonances de Lightnin' Hopkins.
Ralph Willis décéde à New York en juin 1957, une semaine avant son 48e anniversaire. La cause de sa mort est inconnue.

## Discographie sélective

### Albums
- Faded Picture Blues (King, 1970)
- Carolina Blues (Blues Classics, 1974)
- Ralph Willis Vol. 1 1944–1951 (Document, 1994)
- Ralph Willis Vol. 2 1951–1953 (Document, 1994)
- Hop on Down the Line: The (Almost) Complete Recordings (Jasmine (en), 2019)[1]

### Singles
- Cool That Thing (1949)
- Shake That Thing (1949)
- Alabama Blues (1961)
- More Ralph Willis (1971)
- Boar Hog Blues (1971)[2]